# Saaler Bodden

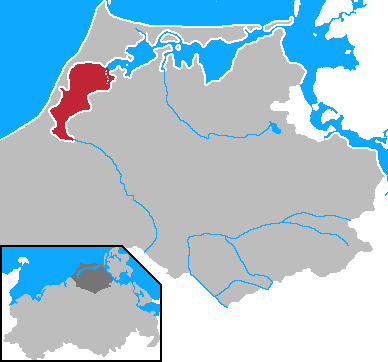
Die Lage des Saaler Bodden

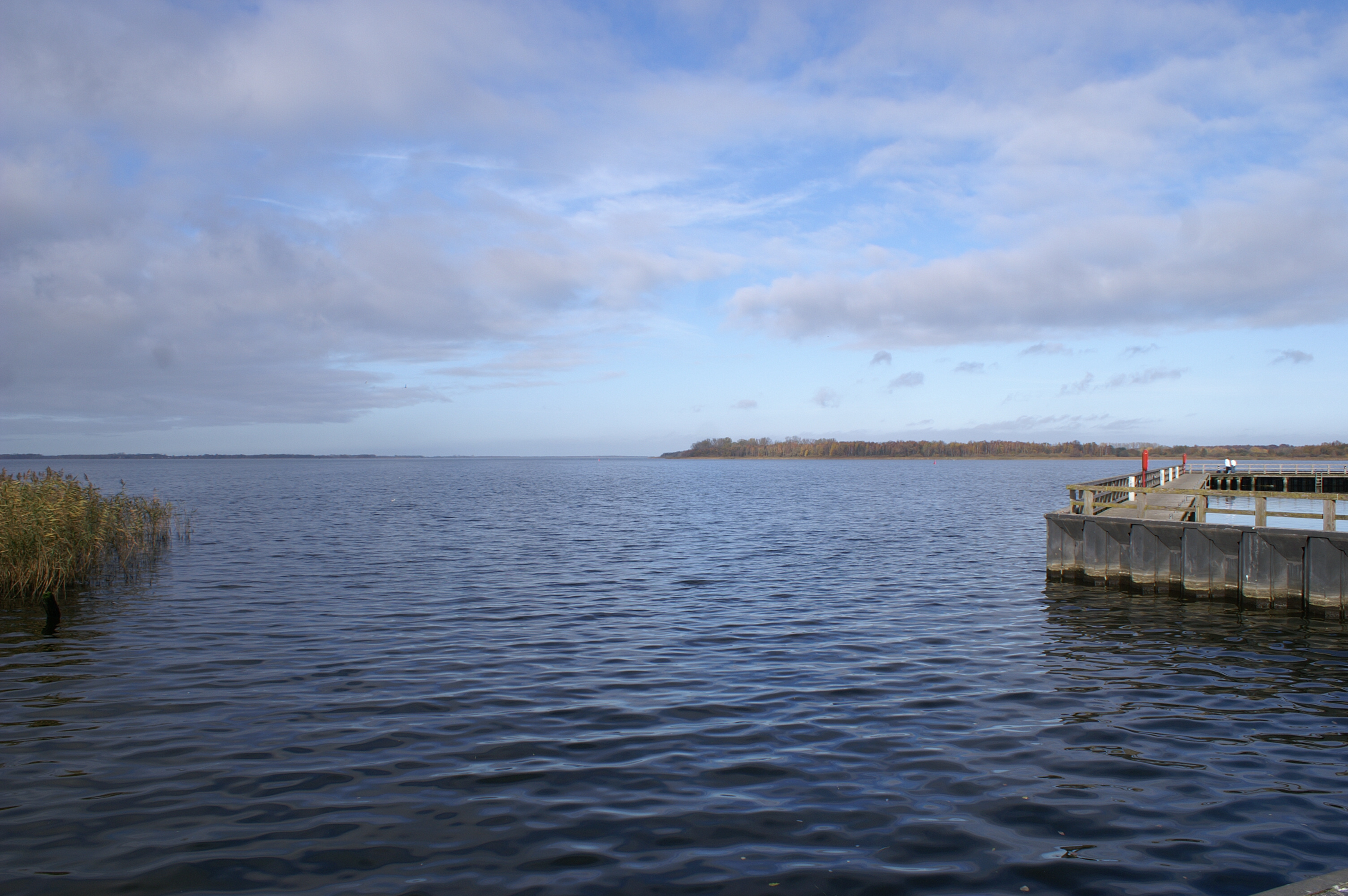
Blick über den Ribnitzer See auf den Saaler Bodden

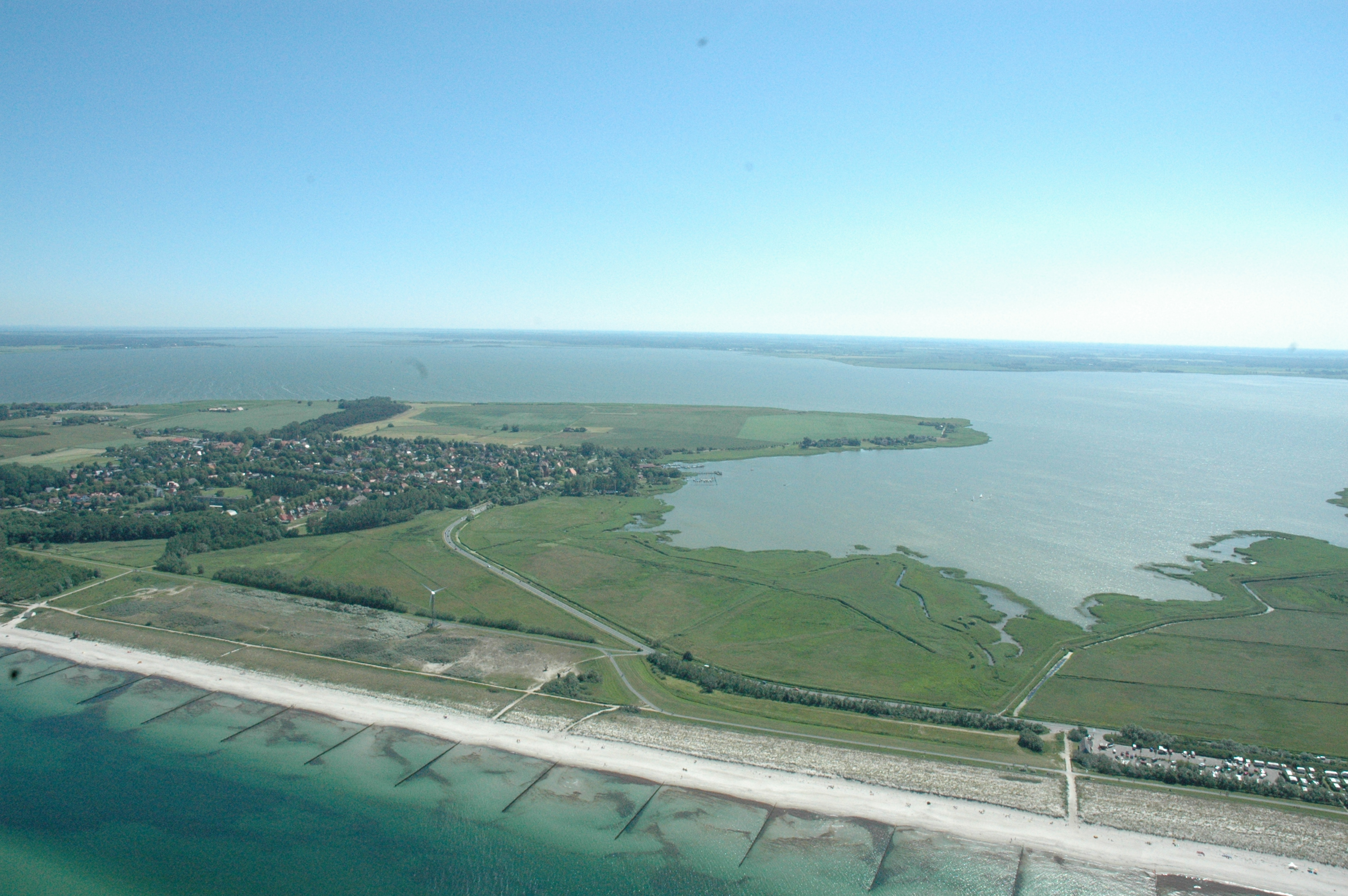
Luftbild des Saaler Boddens mit Permin im Vordergrund

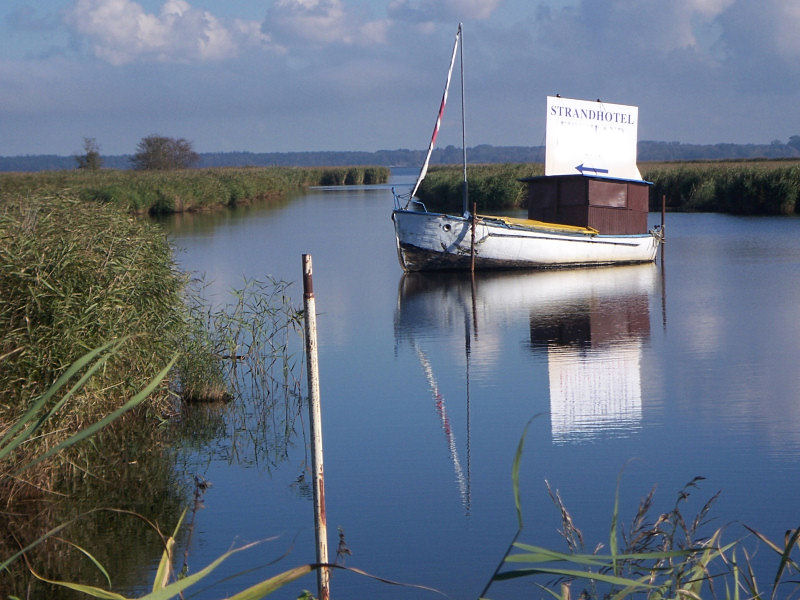
Am Saaler Bodden bei Dierhagen

Der Saaler Bodden ist ein zu einer Lagune entwickelter Bodden, der den südwestlichen (innersten) Teil der Darß-Zingster Boddenkette bildet. Er liegt etwa 30 Kilometer nordöstlich von Rostock. Die Landenge Fischland riegelt den Saaler Bodden komplett nach Westen gegen die Ostsee ab. Die durchschnittliche Tiefe liegt bei etwa zwei Metern, was die Nutzung hauptsächlich auf Sportbootschifffahrt und Sportfischerei beschränkt. Die Borner und Neuendorfen Bülten sind niedrige Inseln im Saaler Bodden. 
Der südliche Teil des Boddens, an den die Stadt Ribnitz-Damgarten angrenzt, wird Ribnitzer See genannt. Im Osten des Ribnitzer Sees mündet der Fluss Recknitz in den Saaler Bodden. Dort liegen auch die beiden namensgebenden Ortsteile von Ribnitz-Damgarten, der einzigen Stadt am Saaler Bodden: Ribnitz westlich des Flusses und Damgarten östlich davon.
Außer der Recknitz bei Damgarten münden bei Ribnitz der Klosterbach sowie bei Körkwitz der Körkwitzer Bach und der Fischergraben in den Ribnitzer See. Bei Saal mündet der in seinem Unterlauf Ziegelgraben genannte Saaler Bach in den Bodden.
Im Nordosten bildet der Koppelstrom den Übergang zum Bodstedter Bodden. Zwei ehemalige Wasserarme zur Ostsee, der Permin und der Loop, sind seit dem 14. Jahrhundert verlandet.
Das Wasser des Saaler Boddens ist schwach salzig (1–3 Promille).
Ein kleiner Teil des Saaler Boddens im Nordosten gehört zum Nationalpark Vorpommersche Boddenlandschaft.